# Apothechyla
Apothechyla är ett släkte av tvåvingar. Apothechyla ingår i familjen rovflugor.
Kladogram enligt Catalogue of Life:
| Apothechyla | \| \| Apothechyla carbo \| \| \| \| \| \| Apothechyla claripennis \| \| \| \| \| \| Apothechyla nigrina \| \| \| \| |
|             | \| \| Apothechyla carbo \| \| \| \| \| \| Apothechyla claripennis \| \| \| \| \| \| Apothechyla nigrina \| \| \| \| |
|             | Apothechyla carbo                                                                                                   |
|             | |
|             | Apothechyla claripennis                                                                                             |
|             | |
|             | Apothechyla nigrina                                                                                                 |
|             | |